# Sohaib Naïr
Sohaib Naïr (en arabe : صهيب ناير), né le 23 avril 2002 à Saint-Denis en France, est un footballeur international algérien qui joue au poste de défenseur central à l'EA Guingamp.

## Biographie

### En club
Sohaib Naïr commence le football au FC Montfermeil avant d'être formé par le Toulouse FC. Après trois saisons avec la réserve du Toulouse FC, il quitte le club et signe avec la réserve de l'EA Guingamp à l'été 2022.
Il signe son premier contrat professionnel à l’été 2023 avec l'EA Guingamp mais ne disputera aucun match lors de la saison 2023-2024. La saison suivante (2024-2025) il s'impose dans l'équipe comme un titulaire dans la défense central du club, disputant son premier match le 23 août 2024 à l’occasion de la deuxième journée de Ligue 2.
Le 7 mars 2025, il inscrit son premier but en professionnel contre le Clermont Foot lors de la 26ème journée de Ligue 2. Quelques jours plus tard il prolonge son contrat avec l'EA Guingamp jusqu’en 2027.

### En sélection
Le 17 mars 2025, à la suite du forfait d'Ismaël Bennacer, Sohaib Naïr est convoqué pour la première fois avec l'équipe nationale d'Algérie par le sélectionneur Vladimir Petković pour des matchs comptant pour les éliminatoires de la Coupe du monde 2026.

## Statistiques

### En club
| Saison                | Club                  | Championnat           | Championnat | Championnat | Championnat | Coupe(s) nationale(s) | Coupe(s) nationale(s) | Coupe(s) nationale(s) | Total | Total | Total |
| Saison                | Club                  | Division              | M.          | B.          | P.d.        | M.                    | B.                    | P.d.                  | M.    | B.    | P.d.  |
| 2019-2020             | Toulouse FC rés.      | National 3            | 3           | 0           | 0           | -                     | -                     | -                     | 3     | 0     | 0     |
| 2020-2021             | Toulouse FC rés.      | National 3            | 0           | 0           | 0           | -                     | -                     | -                     | 0     | 0     | 0     |
| 2021-2022             | Toulouse FC rés.      | National 3            | 11          | 0           | 0           | -                     | -                     | -                     | 11    | 0     | 0     |
| Sous-total            | Sous-total            | Sous-total            | 14          | 0           | 0           | -                     | -                     | -                     | 14    | 0     | 0     |
| 2022-2023             | EA Guingamp rés.      | National 2            | 26          | 1           | 0           | -                     | -                     | -                     | 26    | 1     | 0     |
| 2023-2024             | EA Guingamp rés.      | National 2            | 15          | 1           | 0           | -                     | -                     | -                     | 15    | 1     | 0     |
| Sous-total            | Sous-total            | Sous-total            | 41          | 2           | 0           | -                     | -                     | -                     | 41    | 2     | 0     |
| 2023-2024             | EA Guingamp           | Ligue 2               | 0           | 0           | 0           | 0                     | 0                     | 0                     | 0     | 0     | 0     |
| 2024-2025             | EA Guingamp           | Ligue 2               | 28          | 1           | 0           | 3                     | 0                     | 1                     | 31    | 1     | 1     |
| 2025-2026             | EA Guingamp           | Ligue 2               | -           | -           | -           | -                     | -                     | -                     | 0     | 0     | 0     |
| Sous-total            | Sous-total            | Sous-total            | 28          | 1           | 0           | 3                     | 0                     | 1                     | 31    | 1     | 1     |
| Total sur la carrière | Total sur la carrière | Total sur la carrière | 83          | 3           | 0           | 3                     | 0                     | 1                     | 86    | 3     | 1     |